# Huarochirí
Huarochirí é uma província do Peru localizada na região de Lima. Sua capital é a cidade de Matucana.

## Distritos da província
- Antioquía
- Callahuanca
- Carampoma
- Chicla
- Cuenca
- Huachupampa
- Huanza
- Huarochirí
- Lahuaytambo
- Langa
- Laraos
- Mariatana
- Matucana
- Ricardo Palma
- San Andrés de Tupicocha
- San Antonio de Chaclla
- San Bartolomé
- San Damián
- San Juan de Iris
- San Juan de Tantaranche
- San Lorenzo de Quinti
- San Mateo
- San Mateo de Otao
- San Pedro de Casta
- San Pedro de Huancayre
- Sangallaya
- Santa Cruz de Cocachacra
- Santa Eulalia
- Santiago de Anchucaya
- Santiago de Tuna
- Santo Domingo de Los Ollero
- Surco